# Kabebe
Kabebe är ett vattendrag i Burundi.   Det ligger i provinsen Ruyigi, i den centrala delen av landet, 100 kilometer öster om huvudstaden Bujumbura.
I omgivningarna runt Kabebe växer huvudsakligen savannskog. Runt Kabebe är det ganska tätbefolkat, med 144 invånare per kvadratkilometer.